# Estación de Sant Joan (Valencia)
Sant Joan es una estación de la línea 4 de Metrovalencia que fue inaugurada el 3 de marzo de 1999. Se encuentra muy cerca del campus de Burjassot, en la calle Virgen de la Cabeza junto la autovía de Ademuz (CV-35) donde se levantan los dos andenes a ambos lados de las vías del tranvía.